# Stazzano
Stazzano est une commune italienne de la province d'Alexandrie, dans la région Piémont.

## Économie
Le siège de l'entreprise de métallurgie Schiavetti Lamiere Forate se trouve à Stazzano.

## Administration
| Période                                  | Période | Identité | Étiquette | Qualité |
| ---------------------------------------- | ------- | -------- | --------- | ------- |
|                                          |         |          |           |         |
| Les données manquantes sont à compléter. |         |          |           |         |

### Hameaux
Vargo, Albarasca

### Communes limitrophes
Borghetto di Borbera, Cassano Spinola, Sardigliano, Serravalle Scrivia, Vignole Borbera